# 寄居町立男衾中学校
寄居町立男衾中学校（よりいちょうりつ おぶすまちゅうがっこう）は、埼玉県大里郡寄居町にある公立中学校。

## 沿革
- 1947年（昭和22年）4月 - 創立。
- 1948年（昭和23年）7月 - 新校舎に移転。
- 1955年（昭和30年）2月 - 寄居町立男衾中学校と改称。
- 1959年（昭和34年）3月 - 給食開始。
- 1963年（昭和38年）10月 - 校歌制定。
- 1967年（昭和42年）11月 - 新校舎移転
- 1979年（昭和54年）3月 - テニスコート二面完成
- 1982年（昭和57年）3月 - 体育館新館落成
- 1985年（昭和60年）7月 - プール竣工、部室新築落成
- 1991年（平成3年）5月 - プレハブ校舎落成
- 1996年（平成8年）7月 - 裏門新設
- 1996年 （平成8年）11月 - 創立50周年記念式典
- 2000年（平成12年）8月 - 自転車置場3列増設、理科室改修
- 2006年（平成18年） 8月 - 東校舎窓ワク工事
- 2007年（平成19年） 2月 - 創立60周年記念講演会

## 教育目標
- 自ら学ぶ生徒
- 心豊かな生徒
- たくましい生徒

## 行事
- 4月 - 入学式・始業式 離任式 保護者会 身体測定 大掃除
- 5月 - 体育祭 修学旅行（3年） 生徒総会 部活動参観
- 6月 - 前期人権旬間 生徒総会 中間テスト プール開き 学校総合体育大会地区予選
- 7月 - 学校総体県大会・校外学習
- 8月 - 職場体験 1・2年家庭訪問 3年三者面談
- 9月 -  期末テスト 柏葉祭（展示の部）
- 10月 - 新人兼県民体育大会地区予選 終業式 柏葉祭（合唱の部） 生徒会役員選挙 大里駅伝大会 寄居町音楽会
- 11月 - 彩の国教育週間 学校公開 授業参観 校内ロードレース大会 中間テスト 進路研究発表会
- 12月 - 大掃除 人権週間
- 1月 - 校内書き初め展 百人一首大会
- 2月 - 3年期末テスト・3年学力検査 1年スキー教室
- 3月 - 1・2年期末テスト 3年生を送る会 卒業式・修了式

学区
中学校周辺地域

## 所在地
- 埼玉県大里郡寄居町冨田65

## おもな卒業生
- 設楽啓太・設楽悠太 - 双子の陸上選手[1]
- 新井千鶴 - 柔道家